# Castro Barros (departamento)
| Departamento Castro Barros | Departamento Castro Barros |
| -------------------------- | --- |
| País:                      | Argentina |
| Província:                 | Rioja |
| Capital:                   | Aminga |
| Superfície:                | 1.420 km² |
| População:                 | 4.322 (IDEC - 2001) |
| Densidade:                 | 3 hab/km² |
| Localização:               | 28° 50' S 66° 55' O |
| Municípios e Comunas:      | - Castro Barros - Agua Blanca - Aminga - Anillaco - Anjullón - Chuquis - Las Peñas - Los Molinos - Pinchas - San Pedro - Santa Vera Cruz |
| Intendente:                | Dr. Francisco Ramón Cativas |
| Localização na província   | |
| Departamento               | |

Departamento Castro Barros é um departamento da província de La Rioja, na Argentina.